# Halfdan Černý

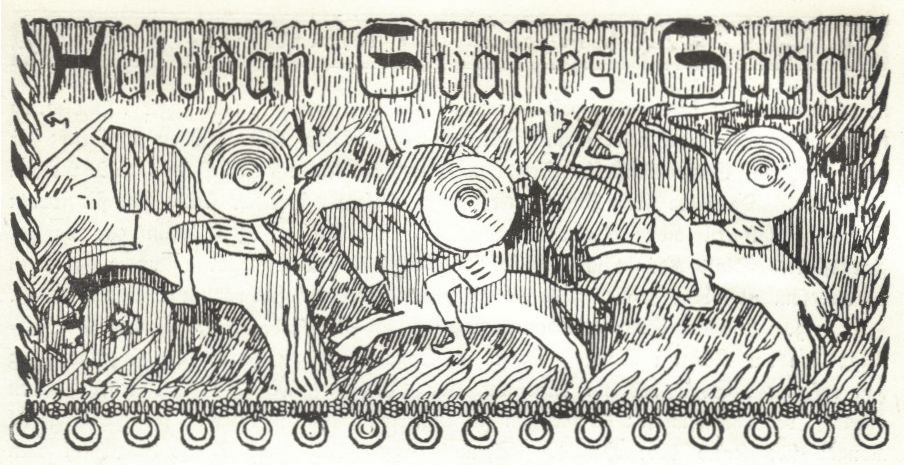
Sága o Halvdanovi Svartes, ilustrace Gerhardha Muntheho pro Heimskringla, 1899

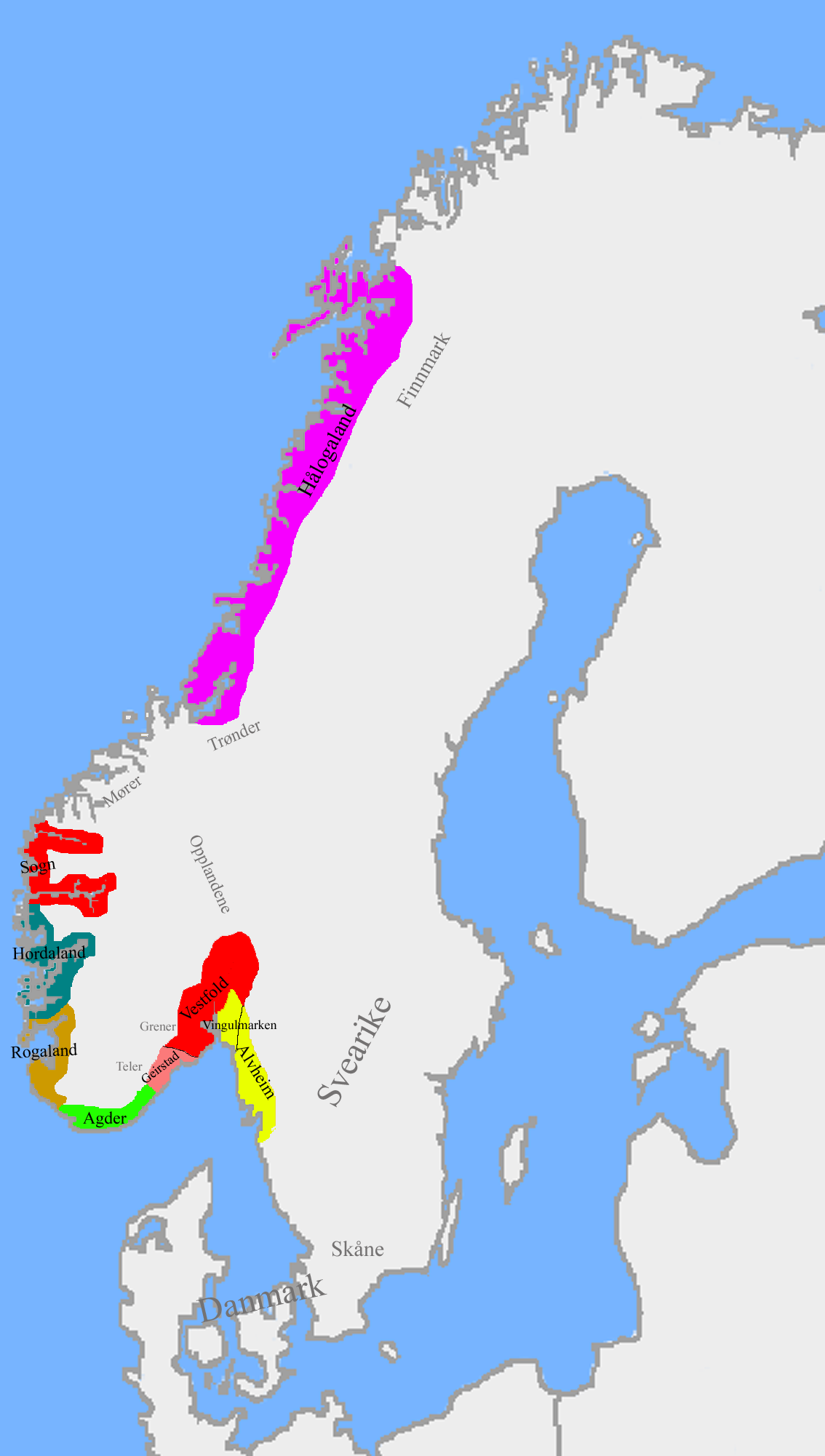
Norsko bylo kolem roku 860 rozdrobené na řadu pobřežních království (Halfdanovo území červeně)

Halfdan Černý (staroseversky Halfdanr Svarti; asi 810 – asi 860) byl král území známého jako Vestfold. Patřil do dynastie Ynglingů a byl otcem historicky prvního norského krále Haralda I. Krásnovlasého.

## Život
Podle děl Heimskringla a Fagsrkinna byl Halfdan synem ynglingského krále Gudrøda zvaného Lovec a královny Åsy. Když byl král Gudrod zabit, Åsa vzala svého, tehdy ještě ročního syna a uprchla s ním do Agderu, kde oba našli útočiště a kde Halfdan vyrostl. Ve věku 18 nebo 19 let se Halfdan stal králem Agderu. Pomocí válečných tažení a mírových jednání rychle začal své území rozšiřovat. Se svým bratrem Olafem, si rozdělil území Vestfoldu napůl, načež vojenskou akcí přiměl krále Gandalfa z Vingulmarku, aby se vzdal poloviny svého království.
Za jeho další významný úkon se považuje ovládnutí oblasti zvané Raumarike. Pro uplatnění svého nároku na Raumarike Halfdan nejprve porazil v bitvě a následně i zabil jejího předchozího vládce, Sigtryga Eysteinssona. Poté v řadě bojů zvítězil i nad Sigtrygovým bratrem a právoplatným nástupcem Eysteinem. To zajistilo Halfdanovi nárok nejen na Raumarike, ale i na polovinu Hedmarku, jádra Sigtrygova a Eysteinova království.
Heimskringla a Fagsrkinna uvádějí, že Halfdanovou první ženou byla Ragnhilda, dcera krále Haralda Zlatovouse ze Sognu. Halfdan a Ragnhilda měli syna, který dostal po Ragnhildině otci jméno Harald. Brzy byl poslán do Sognu, kde vyrůstal na dvoře svého děda, jenž ho na sklonku života jmenoval svým nástupcem. Zanedlouho po smrti svého otce zemřela i Ragnhilda. Mladý král Harald těžce onemocněl a na jaře příštího roku zemřel také. Když se Halfdan dozvěděl o smrti svého syna, odcestoval do Sognu, kde si nárokoval titul krále. Nesetkal se s žádným odporem, a proto připojil Sogn ke své říši.
I jeho druhá žena se jmenovala Ragnhilda. Ragnhilda Sigurdsdotter byla dcerou Sigurda Harta, krále Ringerike. Druhý syn se jmenoval opět Harald.